# İbrahim Kutluay
İbrahim Kutluay (Yalova, Turska, 7. siječnja 1974. ) je umirovljeni turski košarkaš. 198 cm visoki i 95 kg teški igrač igrao je na poziciji bek šutera.
Profesionalnu karijeru započeo je 1992. u istanbulskome Fenerbahçeu. U Turskoj je još igrao za Efes Pilsen. Osim u domovini, nastupao je još u Grčkoj (za atenski AEK i Panathinaikos) prije nego što je otišao u NBA momčad Seattle SuperSonics.
U Europu se vraća 2005. tijekom odigravanja NBA All Star utakmice nakon što je sa SuperSonicsima prekinuo ugovor. Razlog tome bilo je što je rijetko ulazio u te je tako prikupio svega 5 nastupa za klub. U ostatku sezone Kutluay je igrao za Panathinaikos.
Nakon grčke karijere vraća se u domovinu, u Fenerbahçe gdje je i započeo karijeru. Zanimljivost vezana uz taj klub je da je ulaskom turske prehrambene industrije Ülker u klub kao glavnog sponzora, klub tri puta mijenjao ime: Fenerbahçe - Ülkerspor - Fenerbahçe Ülker.
Nakon domovine još se jedanput okušao u grčkoj ligi - u solunskom PAOKu, a posljednji klupski nastup bio mu je u turskoj drugoj ligi za momčad İTÜ.
Najviše koševa Kutluay je postigao 1996. na Europskom prvenstvu U-22 u Italiji (50) te na utakmici Eurolige protiv zagrebačke Cibone (41).
Bio je jedan od najboljih tricaša u Europi te jedan od najbržih igrača na svojoj poziciji. Ipak, loš je u obrani dok je vođenje lopte lijevom rukom upitno.
U turskoj košarkaškoj reprezentaciji bio je standardni je igrač te njen kapetan. U dugoj reprezentativnoj karijeri, Kutluay je za Tursku nastupio na 9 velikih natjecanja. To je impresivan niz od sedam Europskih prvenstava te dva Svjetska prvenstva u košarci.

## Trofeji i postignuća
- 1996.: FIBA EuroStars, Istanbul.
- 1998.: FIBA EuroStars, Berlin.
- 1999.: Najbolji strijelac Eurolige, s prosjekom od 21,4 koševa.
- 1999.: FIBA EuroStars, Moskva.
- 2000.: Treće mjesto na Final Fouru Eurolige s Efes Pilsenom
- 2001.: Polufinale Eurolige s atenskim AEK.
- 2001.: Grčki kup s AEK Atenom. MVP kupa.
- 2001.: Srebrna medalja na EuroBasketu u Turskoj.
- 2002.: Prvak Eurolige s Panathinaikosom. Najbolji strijelac finala s 22 koša.
- 2003.: Grčka liga s Panathinaikosom.
- 2005.: Treće mjesto na Final Fouru Eurolige s Panathinaikosom
- 2005.: Grčka liga s Panathinaikosom.
- 2005.: Grčki kup s Panathinaikosom.
- 2005.: Turski kup s istanbulskim Ülkerom.
- 2005. i 2006.: Turski predsjednički kup s istanbulskim Ülkerom.

## Nastupi za reprezentaciju
| NATJECANJE          | GODINA | OSVOJENO MJESTO |
| EuroBasket          | 1995.  | 12. mjesto      |
| EuroBasket          | 1997.  | 8. mjesto       |
| EuroBasket          | 1999.  | 8. mjesto       |
| EuroBasket          | 2001.  | 2. mjesto       |
| FIBA Svj. Prvenstvo | 2002.  | 9. mjesto       |
| EuroBasket          | 2003.  | 10. mjesto      |
| EuroBasket          | 2005.  | 12. mjesto      |
| FIBA Svj. Prvenstvo | 2006.  | 6. mjesto       |
| EuroBasket          | 2007.  | 12. mjesto      |

## Privatni život
Oženjen je za miss Turske, Demet Şener. Prije nje bio je u dugoj vezi s Demet Akalin. Svojedobno su odlazak İbrahima Kutluaya u  PAOK Solun neki turski mediji protumačili kao bijeg od obaveznog vojnog roka koji je u Turskoj dug i naporan.